# Grenville Secondary School
Grenville Secondary School ist eine koedukative Schule in Grenville in St. Andrews Parish, Grenada. 

## Geschichte
Am 9. September 1983 wurde die Grenville Secondary School als Jeremiah Richardson Secondary School mit 116 Schülern und sechs Lehrern gegründet. Innerhalb eines Monats stieg die Schülerzahl auf 186. Stephen Wall war der erste Schulleiter.
Das Schulmotto ist Together We Build in Love (lat.: Una Amore Aedificare).